# Jim Fryatt
Jim Fryatt (Southampton, 2 settembre 1940 – Las Vegas, 5 giugno 2020) è stato un allenatore di calcio e calciatore inglese, di ruolo attaccante. Era soprannominato Pancho.

## Caratteristiche tecniche
Di ruolo attaccante, era considerato un ottimo colpitore di testa.

## Carriera
Fryatt si formò nelle giovanili del Southampton e del Charlton, con cui debuttò nella Second Division 1959-1960.
Dopo aver giocato nel Southend Utd, passa nel giugno 1963 per £2.500 al Bradford PA.
Con il Bradford, nell'aprile 1964, segnò una delle reti più veloci della storia della English Football League, ad appena quattro secondi dall'inizio della partita contro il Tranmere.
Nel marzo 1966 passa al Southport, in Fourth Division. Successivamente passa al Torquay Utd.
Nell'ottobre 1967 passò allo Stockport County per £7.500, con cui ottenne il tredicesimo posto nella Third Division 1967-1968. Nel 2002 è entrato nel famedio del club.
Nel 1968 viene ingaggiato dai cadetti del Blackburn per £30.000. Ha debuttato con il suo nuovo club nell'ottobre 1968 nella vittoria per 3-1 contro il Bury, mentre le prime reti le segnò nella vittoria per 3-2 contro il Birmingham City, incontro nel quale segnò una doppietta.
Nel febbraio 1970 viene ingaggiato per £8.000 dall'Oldham Athletic, ove pur rimanendovi solo 21 mesi diviene un idolo della tifoseria locale, grazie alle 42 reti in un 81 presenze. Con l'Oldham ottenne la promozione in terza serie al termine della Fourth Division 1970-1971, grazie al terzo posto dei Latics in campionato.
Nella stagione 1972-1973 vinse la Fourth Division con il Southport.
Nel 1973 viene ingaggiato in prestito dalla neonata franchigia statunitense dei Philadelphia Atoms, con cui si aggiudica la North American Soccer League 1973, battendo in finale, che però non giocò, per 2-0 i Dallas Tornado.
Tornerà in prestito agli Atoms anche nella stagione seguente. Anche nelle due successive stagioni della NASL giocò con gli Atoms, lasciando però a stagione in corso la franchigia della Pennsylvania nell'edizione 1975, quando passò agli Hartford Bicentennials, chiudendo il torneo al quinto e ultimo posto della Northern Division di Eastern Conference. Al termine del torneo lasciò il calcio giocato.
Nella stagione 1977 fu chiamato alla guida dei L.V. Quicksilvers al posto di Derek Trevis, di cui prima era assistente, con cui ottenne il quinto posto nella Southern Division in Pacific Conference della NASL.
Lasciato il mondo del calcio, restò a vivere a Las Vegas ove fece il riparatore di slot machine e successivamente lavorò in golf club.

## Palmarès

### Competizioni nazionali
- Fourth Division: 1

Southport: 1972-1973
- North American Soccer League: 1

Philadelphia Atoms: 1973